# Вибухонепроникна оболонка

Вибухонепроникна оболонка

Вибухонепроникна оболонка (рос. взрывонепроницаемая оболочка, англ. flameproof enclosure, нім. druckfeste Kapselung; explo-sionsdicht Hülle) — оболонка, яка витримує тиск вибуху всередині неї і запобігає поширенню вибуху в оточуюче вибухонебезпечне середовище.
Основні характеристики В.о.:
- Вибухонепроникне з'єднання — з'єднання частин оболонки, через щілини якого вибух всередині оболонки не поширюється в оточуюче вибухонебезпечне середовище з встановленим коефіцієнтом запасу.
- Вибухозахисна поверхня — поверхня в частині оболонки, яка спільно з прилеглою поверхнею утворює щілину вибухонепроникного з'єднання.
- Ширина щілини плаского вибухонепроникного з'єднання — відстань між пласкими вибухозахисними поверхнями частини оболонки, які утворюють пласке вибухонепроникне з'єднання (в залежності від вільного об'єму оболонки перебуває в межах 0,3-0,5 мм).
- Ширина щілини циліндричного вибухонепроникного з'єднання — максимально можлива відстань між циліндричними вибухозахисними поверхнями частин оболонки, яка визначається як різниця діаметра отвору та вала в циліндричному вибухонепроникному з'єднанні (в залежності від вільного об'єму оболонки знаходиться в межах 0,3-0,75 мм)..
- Ширина радіальної щілини — від-стань між поверхнями отвору і вала в циліндричному з'єднанні.
- Довжина щілини — найкоротший шлях по вибухозахищеній поверхні з оболонки в оточуюче середовище або з одного відділення в інше на ділянці, де відсутній отвір для болта або іншого елемента кріплення.
- Параметри вибухонепроникного з'єднання — значення ширини та довжини щілини, яке забезпечує вибухонепроникність оболонки з встановленим коефіцієнтом запасу.
- Вільний об'єм оболонки (відділення) — внутрішній об'єм оболонки за винятком об'єму, який займають функціональні елементи електрообладнання. Об'єм, який займають електролампи включають у вільний об'єм. Вид вибухозахисту «вибухонепроникна оболонка» реалізується у всіх видах рудникового вибухозахищеного обладнання.

Стандарт — ДСТУ 7114:2009 Вибухонебезпечні середовища. Частина 1. Електрообладнання. Вид вибухозахисту: вибухонепоникна оболонка «d» (IEC 60079-1:2007, MOD)